# Banksia fraseri
Banksia fraseri är en tvåhjärtbladig växtart som först beskrevs av Robert Brown, och fick sitt nu gällande namn av A.R.Mast & K.R.Thiele. Banksia fraseri ingår i släktet Banksia och familjen Proteaceae.

## Underarter
Arten delas in i följande underarter:
- B. f. ashbyi
- B. f. crebra
- B. f. effusa
- B. f. oxycedra